# Universidad de Stony Brook

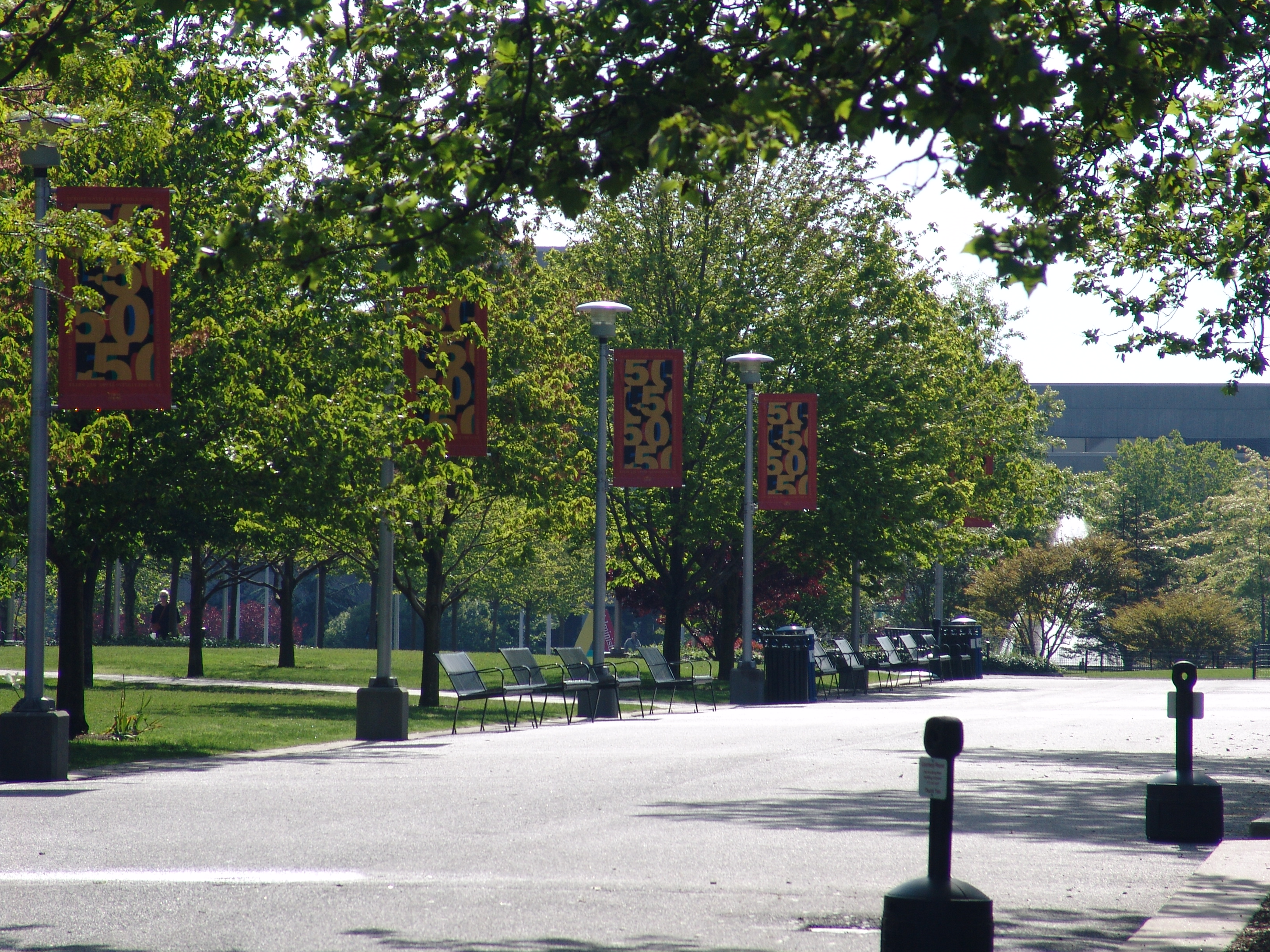
Centro del campus

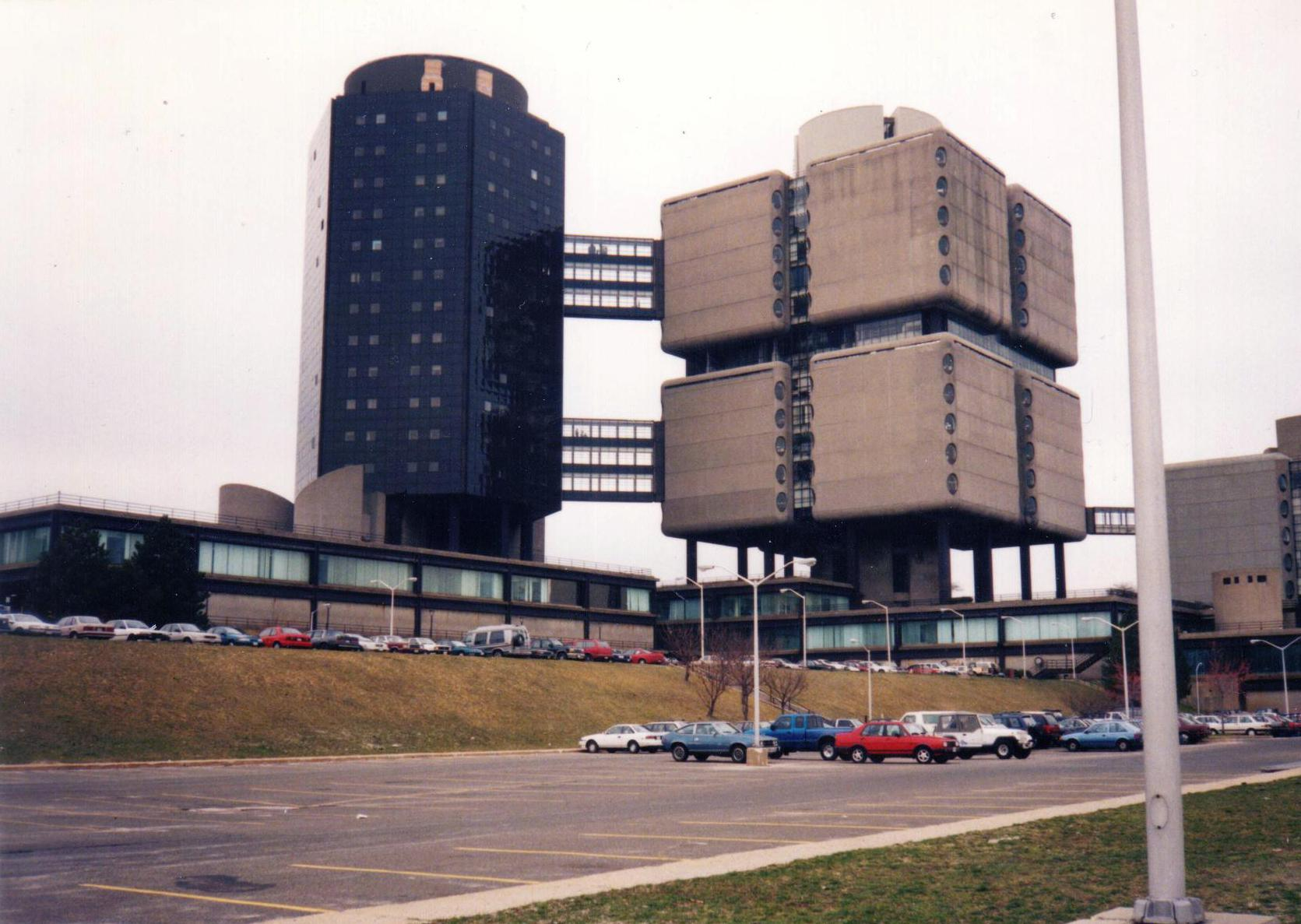
Hospital de la Universidad de Stony Brook

La Universidad Estatal de Nueva York en Stony Brook, más conocida como Universidad de Stony Brook es una universidad pública de investigación ubicada en Stony Brook, Long Island, en el Área Metropolitana de Nueva York. 
Es el campus insignia (flagship campus) del sistema de la Universidad Estatal de Nueva York (el sistema de estudios superiores más grande de Estados Unidos) y es uno de sus cuatro centros universitarios de investigación junto con las universidades de Albany, Buffalo y Binghamton. Stony Brook cuenta con alrededor de 26.800 estudiantes (17.900 de pregrado y 8.900 de posgrado).
Pese a ser el más joven de los cuatro centros universitarios de investigación, su campus es el de mayor área. La universidad opera dos centros de investigación a nivel estatal (el C. N. Yang Institute for Theoretical Physics y el Marine Sciences Research Center). La Universidad también opera el Brookhaven National Labs bajo contrato del Departamento de Energía de los Estados Unidos. De igual manera, Stony Brook cuenta con una sede en Manhattan para efectos de eventos académicos y culturales.

## Historia
La universidad fue fundada en 1957 como el State University College on Long Island con alrededor de 100 estudiantes. El primer campus temporal estaba ubicado en Planting Fields Arboretum State Historic Park en Oyster Bay. Originalmente, Stony Brook fue una institución educativa creada con la intención de preparar profesores en matemáticas y ciencias para la educación secundaria. Desde 1962, el campus ha estado ubicado en Stony Brook en un terreno donado por el filántropo Ward Melville. La donación original consistió en alrededor de 400 acres (1.6 km²), pero desde entonces el campus ha crecido hasta tres veces su tamaño original. De entre los cuatro Centros Universitarios del Sistema de la Universidad Estatal de Nueva York, Stony Brook es el único que fue fundado después de que el sistema universitario fuese establecido.
El campus de Stony Brook se concentró de manera inicial alrededor del área de G-Quad (ahora Mendelsohn Quad), y casi todas las oficinas estaban ubicadas allí. Las clases se dictaban en el edificio de Humanidades, y algunas clases aún eran ofertadas en Oyster Bay. Sin embargo, en los años 60 y 70 la universidad tuvo un rápido crecimiento bajo el mandato del presidente John S. Toll. Se erigieron más edificios en el campus, y los programas académicos aumentaron.
En los 90 existió un proyecto para revitalizar el campus. Numerosos edificios fueron renovados, incluyendo el Centro de Actividades Estudiantiles, así como los pabellones residenciales. Más recientemente, la universidad completó la construcción del Centro Asiático Americano Charles B. Wang que fue financiado, en parte, por una donación de $50 millones de dólares por Charles Wang. La universidad construyó el Estadio Kenneth P. LaValle por $22 millones de dólares en el 2002. Recientemente se han agregado nuevos apartamentos para estudiantes de pregrado. Se completaron renovaciones en el edificio de Humanidades, y se continúan construyendo nuevos apartamentos.  Más recientemente, se obtuvo una donación por $60 millones de dólares por parte de un profesor retirado de matemáticas, Jim Simons, para la construcción del Centro Simons para Física y Geometría.
Debido a su larga historia de ofrecer sus instalaciones para la realización de conciertos, la universidad fue incluida en el Long Island Music Hall of Fame el 15 de octubre del 2006.
Aunque Stony Brook es una institución estatal, las donaciones privadas desempeñan un papel cada vez más importante en el desarrollo de la universidad. El capital de Stony Brook, administrado por la Fundación Stony Brook, actualmente sobrepasa los $341.9 millones de dólares.

## Datos Académicos
Stony Brook fue una de las diez universidades a las cuales les fue otorgado el National Science Foundation Recognition Award en 1998 por su éxito en la integración de la investigación con la educación. En el 2001 se volvió miembro de la Asociación Americana de Universidades (AAU), una organización que comprende las 62 universidades con énfasis en investigación en los Estados Unidos. En los últimos años dos Premios Nobel fueron otorgados a profesores por su trabajo en Stony Brook. La Universidad genera $160 millones de dólares anualmente en recursos de investigación externos y tiene un impacto económico anual de $4.65 billones de dólares en la región. Stony Brook co-administra el Brookhaven National Laboratory a través de Brookhaven Science Asociados, un acuerdo 50-50 con el Battelle Memorial Institute. Stony Brook es también una de las dos universidades públicas en Nueva York que posee una facultad de Medicina y una facultad de Odontología, siendo la otra la Universidad de Búfalo.[cita requerida]

## Centros de Investigación de la Universidad Estatal de Nueva York
El Centro de Investigación en Ciencias Marinas es el centro de la Universidad Estatal de Nueva York para la investigación en ciencias marinas y atmosféricas, educación, y servicio público. Más de 200 estudiantes de pregrado y postgrado de 16 distintas nacionalidades trabajan y estudian en el MSRC. Los estudiantes en este Centro estudian procesos costeros, oceanográficos y  ciencias atmosféricas en un ambiente natural y académico que ofrece abundantes oportunidades para conducir trabajo de campo. El Centro de Investigación en Ciencias Marinas fue incorporado a la nueva Escuela de Ciencias Marinas y Atmosféricas (SOMAS) el 15 de junio de 2007. 
Además, la Universidad coadministra el Brookhaven National Laboratory, uniéndose a un selecto grupo de universidades que también administran laboratorios de investigación del gobierno federal —incluyendo la Universidad de California, Berkeley, la Universidad de Chicago, la Universidad de Cornell, MIT y la Universidad de Princeton—. En las Ciencias Físicas, Matemáticas y el área de Ingeniería, algunos de los centros de investigación de la Universidad de Stony Brook son el  Instituto de Ciencias Matemáticas, el Instituto C.N. Yang de Física Teórica, el Instituto de Teoría Nuclear, el Centro para la Excelencia en Tecnologías Inalámbricas y de la Información, entre otros. En las Ciencias Biomédicas, el Centro de Biotecnología, el Instituto de Biología Química y Farmacéutica, entre muchos otros.
En julio de 2007 Stony Brook «obtuvo financiamiento del Departamento de Defensa de los Estados Unidos (DoD) para investigar maneras para prevenir que terroristas irrumpan y manipulen sistemas computacionales, y otro financiamiento por parte del Departamento de Seguridad Nacional (DHS) para el diseño de sistemas de detección de radiación sin activar falsas alarmas».